# Tjornaja vual
Tjornaja vual (russisk: Чёрная вуаль) er en russisk spillefilm fra 1995 af Aleksandr Prosjkin.

## Medvirkende
- Aleksandr Abdulov som Andrej Roksjin
- Irina Metlitskaja som Tatjana Verkhovskaja
- Sergej Makovetskij som Pjotr Sinjov
- Irina Rozanova som Olimpiada Ratisova
- Natalja Petrova som Leoni